# 简玉阶
简玉阶（1875年—1957年10月9日），中国企业家。

## 生平
1875年，简玉阶出生在中国广东省广州府南海县澜石黎涌乡（今属佛山市），世代经商。早年丧父，1886年去叔父简铭石在香港开设的巨隆磁器店学徒。1892年与胞兄简照南前往日本神户，开设东盛泰商号，运销广东磁器、布匹。
1903年，简氏兄弟结束日本业务，前往香港，经营顺泰轮船公司。1905年，兄弟二人与越南华侨曾星湖在香港创办南洋烟草公司。1908年歇业。1909年，简氏兄弟获得叔父简铭石的支持，得以重新成立南洋兄弟烟草公司，简照南和简玉阶分任总理和协理。南洋兄弟烟草公司以“中国人请吸中国烟”为宣传口号，成功占领华南和南洋华侨的市场。1916年，南洋烟草公司在上海百老汇路（今东大名路）开设分公司。1918年，将总部由香港迁至上海。
1923年，简照南在上海病逝，简玉阶接任南洋烟草公司总经理。1925年五卅运动爆发，引发一场提倡国货的运动，简玉阶抓住机会，在上海浦东和汉口增设分厂，并在在烟草产地、并位于铁路线上的河南许昌、安徽凤阳、山东潍县3地设立烤烟收购处和复烤厂。汉口分公司所在的南洋大楼，曾为武汉国民政府所在地。1937年，宋子文通过收买股票，控制了南洋烟草公司。
简玉阶是虔诚的佛教信徒，在家居士，他曾捐巨款救济1915年广东水灾、1918年华北旱灾、1931年苏北水灾。并资助高鹤年居士在各地从事赈灾工作。简玉阶将其位于赫德路的花园住宅南园献出，改名“觉园”，成立“上海佛教净业社”。1935年，他和太虚法师、圆瑛法师，王一亭居士、施省之居士，发起“丙子息灾法会”。
中华人民共和国成立后，先后出任第一、第二屆全国政协委员和第一屆全国人大代表。
1957年10月9日，简玉阶在上海病逝，年82岁。